# Pisa
 For alternative betydninger, se Pisa (flertydig). (Se også artikler, som begynder med Pisa)
Pisa (italiensk udtale: ['pi?sa; 'pi?za] ( lyt)) er en by i Toscana i det centrale Italien, hvor den ligger ud til floden Arno, lige inden den munder ud i Det Liguriske Hav. Det er hovedstaden i Provinsen Pisa. Selvom byen er verdenkendt for sit skæve tårn (et klokketårn til byens katedral), indeholder byen med over 91.104 indbyggere (og omkring 200.000 i metropolområdet) mere end 20 historiske kirker, adskillige middelalderlige paladser og forskellige broer over Arno. Meget af byens arkitektur blev finansieret under byens historie som en af Italiens maritime republikker.
I byen ligger også Università di Pisa, hvis historie går tilbage til 1100-tallet, og Scuola Normale Superiore di Pisa, der blev grundlagt Napoleon i 1810, og Scuola Superiore Sant'Anna.

## Historie

### Oldtiden
Man kender ikke oprindelsen på navnet Pisa. Selvom byens oprindelse havde været ukendt i århundreder er både Pelasgerne, grækerne, etruskerne og ligurerne alle blevet foreslået som grundlæggere af byen (eksempelvis en koloni fra den antikke græske by Pisa. Arkæologiske fund fra 500 f.v.t. bekræfter at der har ligget en by ved havet, som har handlet med grækerne og gallerne. Tilstedeværelsen af et etruskisk nekropolis, der blev opdaget ved opførslen af Arena Garibaldi i 1991, viser at etruskerne også har haft været til stede.
Antikke romerske forfattere refererer til Pisa som en gammel by. Strabo tilskriver Pisas oprindelse til den mytiske Nestor, konge af Pylos, efter Trojas fald. Virgil skriver i Æneiden, at Pisa allerede var en stor by, da den blev beskrevet; bosætterne fra Alfeios-kysten var blevet krediteret for at grundlægge den i etruskernes land. Maurus Servius Honoratus, der i 1400 skrev en række kommentar-værker til Virgils skrifter, skrev at Teuti eller Pelops, konge af Pisa (Grækenland), grundlagde byen 1300 år før hans samtid.
Byens maritime rolle har allerede været vigtig, hvis antikkens myndighederne tilskrev dem opfindelse af skibsrambukken. Pisa drog fordel af at være den eneste havn lang den vestlige kyst fra Genova, der på dette tidspunkt var en lille landsby) til Ostia Antica. Pisa tjente som base for de romerske flådeekspeditioner mod ligurerne, gallerne og Karthago. I 180 f.v.t. blev det en romersk koloni under romersk lov som Portus Pisanus. I 89 f.v.t. blev Portus Pisanus et municipium. Kejser Augustus forskansede kolonien og omdannede den til en vigtig havn, og ændrede havnet i Colonia Iulia obsequens.
Man antager at Pisa blev grundlagt ud til kysten. På grund af sediment fra floden Arno og Serchio, hvis udmunding ligger omkring 11 km nord for Arnos, er kysten flyttet vestpå. Strabo skriver at byen lå 4 km fra kysten. I dag er der omkring 10 km fra kysten. Det har dog været en vigtig havneby, og skibe har kunne sejle op af floden Arno. I 90'erne blev der opført et badekompleks i byen.

### Senantikken og tidlig middelalder
I de senere af år af Romerriget oplevede Pisa ikke den samme nedgang, som mange andre byer i Italien gjorde. Dette skyldes sandsynligvis kompleksiteten af flodsystemerne omkring byen og at den nemt kunne forsvares. I 600-tallet hjalp byen Pave Gregor 1. med adskillige skibe i hans militærekspeditioner mod den byzantinerne i Ravenna: Pisa var det eneste byzantinske centrum i Toscana, der faldt fredeligt til langobarderne via assimilering af naboregionen, hvor deres handelsinteresser var fremherskende. Pisa begyndte på denne måde at etablere sig som den primære havn i det øvre Tyrrhenske Havn og det primære handelscentrum mellem Toscana og Korsika, Sardinien og både Frankrig og Spaniens sydlige kyster.
Efter Karl den Store havde besejret langobarderne under Desideriuss kommando i 774, gennemgik Pisa en krise men kom sig snart efter. Politisk blev det en del af Luccas hertugdømme. I 860 blev Pisa erobret af vikinger ledet af Bjørn Jernside. I 930 blev Pisa administrativt centrum for Toscana. Denne status beholdt byen indtil Otto den Store kom til. Lucca var hovedstad, men Pisa var den vigtigste by, og i midten af 900-tallet kaldte Liutprand af Cremona, biskop af Cremona, Pisa for Tusciae provinciae caput ("hovedstad for provinsen Toscana"), og et århundrede senere blev marquisen af Toscana ofte omtalt som "marquis af Pisa". I 1003 kæmpede Pisa under den første kommunale krig i Italien mod Lucca. Siden 800-tallet havde fremkomsten af saracenske pirater fået byen til at udvide sin flåde; i de følgende år gav denne flåde byen mulighed for yderligere ekspansion. I 828 angreb skibe fra Pisa Nordafrikas kyst. I 871 deltog de i forsvaret af Salerno mod saracenerne. I 970 støttede de Otto den Stores ekspedition mod den byzantinske flåde ved Calabriens kyster.

### 1000-tallet
Pisas magt som søfartsnation voksede og nåede sit højdepunkt i 1000-tallet, hvor byen blev berømt som en af de fire historiske maritime republikker i Italien (Repubbliche Marinare) sammen med Genova, Venedig og Amalfi.
På dette tidspunkt var byen et vigtig kommercielt centrum og den havde en stor middelhavsflåde. Den udvidede sin magt i 1005 via plyndringen af Reggio Calabria i det sydlige Italien. Pisa var i kontinuerlig konflikt med Saracenerne, der havde deres base på Korsika, om kontrollen over Middelhavet. I 1017 blev Sardiniens Giudicati militært støttet af Pisa i en alliance med Genova, for at besejre den saracenske kong Mugahid, der havde placeret sin base på det nordlige Sardinien året før. Sejren gav Pisa overherredømme over det Tyrrhenske Hav. Da Pisa senere smed Genova ud af Sardinien opstod der en ny konflikt og rivalisering mellem disse to store marine republikker. Mellem 1030 og 1035 besejrede Pisa adskillige rivaliserende byer på Sicilien og indtog Karthago i Nordafrika. I 1051-1052 erobrede admiral Jacopo Ciurini øen Korsika, hvilket fremprovokerede vrede i Genova. I 1063 indtog admiral Giovanni Orlando, der til den normanniske Roger 1.s hjælp, Palermo fra saracenske pirater. Guldskatte blev taget fra saracenerne i Palermo, hvilket gjorde Pisa i stand til at påbegynde deres katedral og andre monumenter der i dag danner Piazza del Duomo.
I 1060 havde Pisa engageret sig i deres første slag med Genova. Pisas sejr hjalp med at konsolidere byens magt i Middelhavet. Pave Gregor 7. anerkendte i 107 de nye "love og skikke til havs", der var blevet indsat af Pisa, og kejser Henrik 4. gav dem ret til at udnævne deres egne konsuler med råd fra De Ældre Råd. I 1092 tildelte Pave Urban 2. Pisa overherredømme over Korsika og Sardinien, og på samme tid hævede han byens status til ærkebispedømme.
Pisa plyndrede den tunesiske by Mahdia i 1088. Fire år senere hjalp skibe fra Pisa og Genova Alfons 6. med at smide El Cid ud af Valencia.
En flåde på 120 skibe fra Pisa deltog som del i et første korstog, og deres medvirken var vigtig i indtagelsen af Jerusalem i 1099. På vej til det Hellig Land brugt flåde også muligheden for at plyndre nogle byzantinske øer; korsfarerne fra Pisa blev ledet af ærkebiskop Daibert, den fremtidige patriark af Jerusalem. Pisa og andre maritime republikker drog fordel af korstogene og etablerede handelsposter og kolonier i de østlige kystbyer i Levanten. Pisa etablerede særligt kolonier Antiochia, Acre, Jaffa, Tripoli, Tyre, Latakia og Accone. De havde også besiddelser i Jerusalem og Caesarea, samt mindre kolonier, med en mindre grad af autonomi, i Kairo, Alexandria samt Konstantinopel, hvor den byzantinske kejser Alexius 1. Comnenus gav særlige handelsrettigheder. I alle disse byer fik Pisa privilegier og immunitet for skat, men måtte bidrage til forsvar af byerne, hvis de blev angrebet. I 1100-tallet havde Pisas kvarter i den østlige del af Konstantinopel vokset til 1.000 personer. I nogle år i dette århundrede var Pisa den mest prominente handelsforbindelse og militære allierede for Det Byzantinske Rige, og overgik således selv Venedig.

### 1100-tallet
I 1113 gik Pisa og Pave Paschalis 2. sammen med greven af Barcelona og andre fra Provence og Italien (eksklusive Genova) i en krig om at befri De Baleariske Øer fra maurere: kongen og dronningen af Mallorca blev bragt i fangekæder til Toscana. Selvom almoraviderne kort efter generobrede øen, så hjalp de rigdomme der blev plyndret her Pisa med at opføre vigtige bygningsværker i Pisa, som bl.a. katedralen.
I de følgende år drev den mægtige flåde fra Pisa, ledet af ærkebiskop Pietro Moriconi, saracenerne væk efter voldsomme kampe. Selvom den var kortlivet, så skabte Pisas succes i Spanien øget rivalisering med Genova. Pisas handel med Languedoc og Provence (Noli, Savona, Fréjus og Montpellier) var en forhindring for Genovas interesser i byer som Hyères, Fos, Antibes og Marseille.
Krigen begyndte i 119, da Genova angreb adskillige gallejer på vej hjem, og den varede frem til 1133. De to byer kæmpede med hinanden både til lands og til vands, men fjendtlighederne blev begrænset til plyndringer og pirat-lignende overfald.
I juni 1135 spillede Bernard af Clairvaux en ledende rolle i rådet i Pisa, hvor pave Innocens 2. hævdede sig fra anklager mod pave Anacletus 2., der var blevet valgt som pave i 1130 med normannisk støtte, men var ikke blevet anerkendt uden for Rom. Innocens 2. løste konflikten i Genova, og fik indflydelse i både Pisa og Genova. Pisa kunne herefter, uhindret af Genova, deltage i konflikten med Innocens 2. mod kong Roger 2. af Sicilien. Amalfi, en af de maritime republikker (selvom blev erobret den 6. august 1136: Pisa ødelagde skibe i havnen, angreb borge i de omkringliggende områder og skubbede en hær tilbage, som var blevet sendt af Roger fra Aversa. Denne sejr bragte Pisa til toppen af magten, og var lige med Venedig. To år senere plyndrede soldater fra Pisa Salerno.
I de følgende år var Pisa en af de mest uforbeholdne støtter af Ghibellinerne. Det blev værdsat af Frederik 1.. I 1162 og i 1165 skrev han to vigtige dokumenter hvor Pisa fik jurisdiktion over området omkring byen og de fik frihed til at handle med hele riget, kysten fra Civitavecchia til Portovenere og halvdelen af Palermo, Messina, Salerno og Napoli, hele Gaeta, Mazara og Trapani, og en gade med huse til købsmænd i alle byer på Kongeriget Sicilien. Nogle af disse tildelinger blev senere bekræftet af Henrik 6., Otto 4. og Frederick 2.. De markerede toppen af Pisas magt, mens igangsatte også fortørnelse fra byer som Lucca, Massa, Volterra og Firenze, som så det som deres mål at udvide sig mod havet men nu fik problemer med dette. Sammenstødet med Lucca omhandlede også besiddelsen af borgen i Montignoso og den primære kontrol med Via Francigena, der var den primære handelsrute mellem Rom og Frankrig. Sidst men ikke mindst så ledte den ekstra magt til Pisa til endnu en krig med Genova.
Genova havde fået en stor dominant position på markederne i Sydfrankrig. Krigen begyndte sandsynligvis i 1165 på Rhône, da et angreb af Genova sammen med allierede greven af Toulouse på en konvoj på vej til en af Pisas handelscentre langs floden gik galt. Pisa var allieret med Provence. Krigen fortsatte frem til 1175 uden markante sejre. Et andet stridspunkt var Sicilien, hvor begge byer havde fået privilegier af Henrik 6. I 1192 formåede Pisa at erobre Messina. Denne episode blev fulgt op af en serie kampe, der kulminerede i Genovas erobring af Syracuse i 1204. Senere blev handelsposterne på Sicilien tabt, da den nye pave Innocens 3., selvom han fjernede den bandlysning der var blevet kastet på Pisa af hans forgænger Callistus 3., allierede sig selv med ghibelliner-ligaen i Toscana, ledet af Firenze. Han stipulerede kort efter også en pagt med Genova, hvilket yderligere svækkede Pisas tilstedeværelse i Syditalien.
For at modarbejde Genovas dominans i den sydlige del af Det Tyrrhenske Hav styrkede Pisa sit forhold til deres spanske og franske baser (Marseille, Narbonne, Barcelona, osv.) og forsøgte at slå Venedigs overherredømme over Adriaterhavet. I 1180 indgik de to byer i en ikke-aggressiv aftale i det Tyrrhenske Have og Adriaterhavet, men kejser Manuel Comnenuss død i Konstantinopel ændrede situationen. Kort efter blev venetianske konvojer angrebet. Pisa underskrev både handel- og politiske pagter med Ancona, Pula, Zara, Split og Brindisi: i 1195 nåede Pisas flåde til Pola for at forsvare dens uafhængighed fra Venedig, men Serenissima formåede at generobre byen.
Et år senere underskrev de to byer en fredsaftale, som resulterede i favorable betingelser for Pisa. I 1199 krænkede Pisa aftalen ved at blokere Brindisi havn i Apulia. I det efterfølgende søslag blev de besejret af Venedig. Krigen der fulgte endte i 1206 med en fredsaftale, hvor Pisa opgav alle deres håb om at udvide i Adriaterhavet, selvom de formåede at beholde deres handelsposter der var blevet etablere ti området. Fra dette tidspunkt var de to byer forenet mod Genova voksende magt, og de samarbejdede nogle gange for at øge handelsfordelene i Konstantinopel.

## Transport og infrastruktur
Pisa har en international lufthavn kendt som Pisa International Airport, der ligger i San Giusto-bydelen. I lufthavnen findes et transportsystem kaldet PISAMOVER, som åbnede i 2017, der forbinder lufthavnen med byens hovedbanegård 2 km væk.
Fra Pisa er der omkring en times kørsel til Firenze, ca. 86 km væk. Der afgår også tog direkte til Firenze med tog. Lokale busser forbinder byen Pisa med nabobyerne.

## Kultur
Det skæve tårn står på Piazza dei Miracoli, der er på UNESCO's Verdensarvsliste, og foruden tårnet, som fungerer som klokketårn, er der selve domkirken, dåbskapellet og en overdækket kirkegård.

### Museer
- Museo dell'Opera del Duomo: udstiller bl.a. originale skulpturer af Nicola Pisano og Giovanni Pisano og skatte fra katedralen.
- Museo delle Sinopie: udstiller sinopia fra camposanto. Der er skitser til frescoer fremstillet med rødlig, grønlig eller brunlige jordfarver med vand.
- Museo Nazionale di San Matteo: udstiller skulpturer og malere far 1100-tallet og ferm til 1400-tallet, blandt dem mesterværker af Giovanni og Andrea Pisano, Mesteren fra San Martino alla Palma , Simone Martini, Nino Pisano og Masaccio.
- Museo Nazionale di Palazzo Reale: udstiller genstander der har tilhørt familierne, som har boet i paladset. Dette tæller malerier, statuer rustninger osv.
- Museo Nazionale degli Strumenti per il Calcolo: Udstiller en samling af instrumenter brugt i naturvidenskaben, heriblandt en hydraulisk maskine af Van Musschenbroek og et kompas som sandsynligvis var ejet af Galileo Galilei.
- Museo di storia naturale dell'Università di Pisa Naturhistorisk universitetsmuseum, der ligger i Certosa di Calci, uden for bye. Den indeholder den største samling hvalskeletter i Europa.
- Palazzo Blu : midlertidige udstillinger og kulturet aktivitetscenter, der ligger i Lungarno, hjertet af den gamle bydel.
- Cantiere delle Navi di Pisa: et museum på over 10.000 m2 med materialer fra 3.500 arkæologiske udgravninger, 1.700 laboratorier og et restaureringscenter..[3]

### Kirker
- Battistero di San Giovanni
- San Francesco
- San Frediano
- San Giorgio ai Tedeschi
- San Michele in Borgo
- San Nicola
- San Paolo a Ripa d'Arno
- San Paolo all'Orto
- San Piero a Grado
- San Pietro in Vinculis
- San Sisto
- San Zeno
- Santa Caterina
- Santa Cristina
- Santa Maria della Spina
- Santo Sepolcro

### Paladser, tårne og villaer
- Palazzo del Collegio Puteano
- Palazzo della Carovana
- Palazzo delle Vedove
- Torre dei Gualandi
- Villa di Corliano
- Det skæve tårn i Pisa

## Festivaler og kulturelle begivenheder
- Capodanno pisano (folklore, 25. marts)
- Gioco del Ponte (folklore)
- Luminara di San Ranieri (folklore 16. juni)
- Maritime republics regatta (Folklore)
- Premio Nazionale Letterario Pisa
- Pisa Book Festival
- Metarock (Rockfestival)
- Internet Festival
- San Ranieri regatta (Folklore)
- Turn Off Festival (House festival)
- Nessiáh (jødisk kulturfestival, November)